# Bundesverband Deutscher Milchviehhalter
Der Bundesverband Deutscher Milchviehhalter e. V. (BDM) ist ein Zusammenschluss aktiver Milchviehhalter, gegründet am 1. Januar 1998. Der BDM vertrat 2014 etwa 20.000 Mitglieder; 2018 waren dort 16.000 aktive Milcherzeuger organisiert. Die Zahl ist damit zwar gesunken, prozentual ist aber der Anteil der BDM-Mitglieder bei den deutschen Milchbauern gestiegen. Vorsitzender war von 1998 bis 2018 Romuald Schaber. Ab Frühjahr 2018 wird der Bundesvorsitz von Stefan Mann wahrgenommen. Das wichtigste Ziel des Verbandes ist die Durchsetzung eines kostendeckenden Milchpreises und die Ausweitung des EU-Sicherheitsnetzes für den Milchmarkt um mengenbeschränkende Maßnahmen im Krisenfall.

## Entwicklung zum gesamtdeutschen Verband seit 2003
2003 gründete sich in Norddeutschland eine Schwesterorganisation (die Initiative ging von mehreren Großbetrieben in Mecklenburg-Vorpommern aus). Im Jahr 2005 fusionierten die beiden Verbände und hatten in der Folgezeit, bedingt durch die schwierige Lage der Milchbauern, einen raschen Mitgliederzuwachs. 2008 vertrat der BDM ca. 34.000 der insgesamt etwa 100.000 deutschen Milchviehhalter.

## Milchstreik 2008
Um gegenüber Molkereien Verhandlungsdruck aufzubauen, damit diese den Milchpreis auf kostendeckende 43 Cent pro kg erhöhen und auf diesem Level halten, plante der BDM einen bundesweiten Milchlieferstopp ursprünglich für Oktober 2007. Dieser Milchlieferstopp wurde nicht durchgeführt, weil der Milchpreis im Herbst 2007 vorübergehend über 40 Cent pro kg erreichte. Nach eigener Aussage des BDM war dies hauptsächlich der Erfolg der deutschlandweiten Milchmengenbündelung, die durch den BDM initiiert wurde.
Nachdem im Frühjahr 2008, angestoßen durch die Molkerei Alois Müller, ein enormer Preisverfall bei Milchprodukten seitens der Molkereien ausgelöst wurde, rief der BDM seine Mitglieder und alle Milchbauern beginnend ab dem 26. Mai 2008 zu einem auf unbestimmte Zeit anhaltenden Milchlieferungsboykott auf, um die Molkereien zu neuen Lieferkonditionen zu bewegen. Am 6. Juni 2008 wurde der Milchboykott aufgehoben, und die Molkereibetriebe werden wieder mit Milch beliefert. Die vor dem Milchstreik angekündigte Preissenkung wurde um mehrere Monate verzögert aber dann doch umgesetzt.

### Kritik und Beurteilung durch den Bundesgerichtshof
Der Aufruf zum Milchlieferstopp durch den BDM verstieß nach einem Urteil des Bundesgerichtshofes vom 9. September 2008 gegen das Boykottverbot des § 21 Abs. 1 GWB. Der BGH argumentierte, der BDM habe als Unternehmervereinigung andere Unternehmer (Milchbauern) zur Liefersperre gegenüber den Molkereien aufgerufen. Die notwendige Absicht der unbilligen Behinderung bestand demnach darin, dass der Verband mithilfe des Boykotts massiv in die wettbewerbliche Handlungsfreiheit der Molkereien eingegriffen hat, um Preise durchzusetzen, die der Markt nicht hergab. Das Gesetz gegen Wettbewerbsbeschränkungen zielt auf die Erhaltung eines freien Wettbewerbs, auch nicht kostendeckende Preise werden deshalb geschützt.
Auch der damalige Präsident des Bauernverbands Gerd Sonnleitner kritisierte den Lieferboykott 2008 sowie weitere Protestaktionen des BDM gegen den Verfall der Milchpreise.

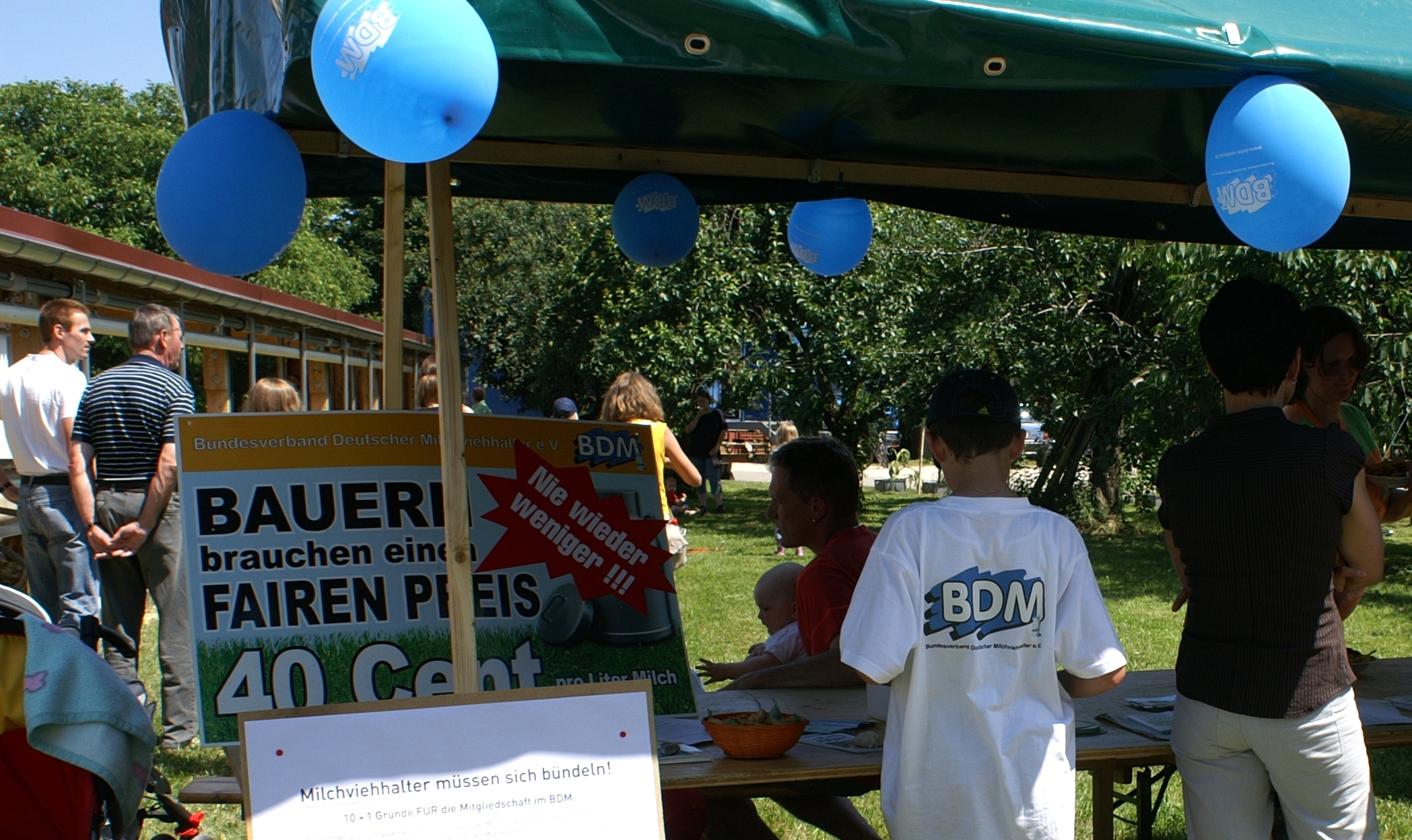
Infostand des BDM (2008)

## Ziele und Projekte
Hauptziel des BDM ist ein Milcherzeugerpreis, der die Vollkosten der Milchviehhalter deckt. Nach Ansicht des BDM müsste dieser Preis mindestens 50 Cent betragen. Der Verband plädiert weiterhin für eine flexible Mengensteuerung in der Hand der Milcherzeuger in Absprache mit der Molkereiwirtschaft.
Als weiteres Projekt zur Erzielung eines besseren Milchpreises für die Bauern startete der BDM mit der Milchvermarktungsgesellschaft Süd mbH (MVS) Die faire Milch. Seit Ende 2012 wurde die faire Milch nur noch von wenigen Händlern und Hofläden angeboten, zwischen dem BDM und der MVS gab es juristische Auseinandersetzungen, weil der Preis von 40 Cent nicht erreicht wurde. Diese sind seit 2017 beendet. Die Vermarktung übernimmt seitdem eine eigene Gesellschaft. 
Der Verband kritisierte den Ausstieg aus dem europäischen Milchquotensystem zum 1. April 2015. Der Verband warnt vor einem erneuten Einbruch der Milcherzeugerpreise und fordert gemeinsam mit dem europäischen Dachverband European Milk Board die Einführung eines europäischen Kriseninstruments, das im Fall einer erneuten Milchkrise zum Tragen kommen soll.

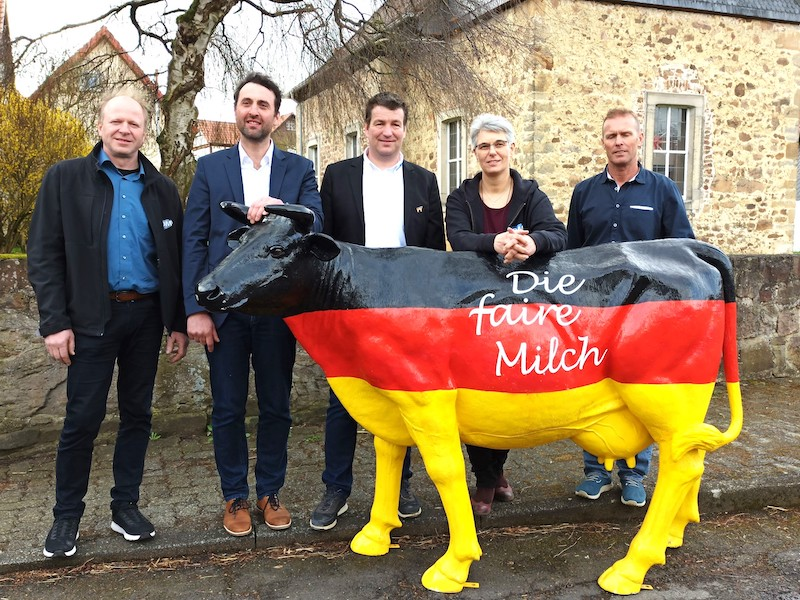
Vorstandsmitglieder 2023 des Bundesverbands Deutscher Milchviehhalter (BDM)

## Journalistenpreis „Faire Milch“
Seit der 79. Internationalen Grünen Woche in Berlin im Jahr 2014 verleiht der Bundesverband Deutscher Milchviehhalter e. V. im Rahmen des alljährlichen Symposiums den Journalistenpreis „Faire Milch“. Der Preis wird in verschiedenen Kategorien vergeben, die Gesamtdotierung beträgt 5.000 Euro.

### Preisträger 2013
- Kategorie Journalistischer Nachwuchs: „Soziale Milch“ von Dagmar Guth, erschienen in dlz next 09/2013
- Kategorie Elektronische Medien: „Existenzbedrohend: Wie Molkereien den Milchpreis drücken“ von Alexa Höber-Kunft und Ingo Thöne, ausgestrahlt in Panorama 3, NDR Fernsehen, am 18. September 2013
- Kategorie Printmedien: „Was macht die Milch? Das weiße Gold des Bergischen Landes“ von Elke Landschoof und Karin Grunewald, 7 Beiträge, erschienen im Bergischen Journal des Kölner Stadtanzeigers
- Sonderpreis: „Frauenpower auf dem Biohof“ von Markus Krczal, 7 Folgen, ausgestrahlt in Lokalzeit Südwestfalen, WDR Fernsehen

### Preisträger 2014
- Kategorie Elektronische Medien: „Die Milchrebellen - Mut gegen Macht“ von Karin de Miguel Wessendorf und Valentin Thurn, ausgestrahlt im WDR Fernsehen, am 3. November 2014
- Kategorie Printmedien: „Der Mensch macht's“ von Jonathan Stock und Takis Würger, erschienen im Magazin Der Spiegel 08/2014

### Preisträger 2015
- Kategorie Journalistischer Nachwuchs: „Möllers Milch“ von Holger Fröhlich, erschienen im Magazin brand eins
- Kategorie Elektronische Medien: „Der Kampf um niedrige Preise“ von Mirko Tomic, gesendet im Saarländischen Rundfunk
- Kategorie Printmedien: 1. Platz: „Arbeit im Stall bis zum bitteren Ende“ von Helmut Burlager und Klaus Schreiber, erschienen in Jeversches Wochenblatt; 2. Platz: „Der Traum vom Weltmarkt“ von Nils Klawitter, erschienen im Magazin Der Spiegel; 2. Platz: „Und tschüss …“ von Anna Sprockhoff, erschienen in der Landeszeitung für die Lüneburger Heide
- Sonderpreis: „Könnes kämpft: Die Milchpreislüge“ von Sven Ihden, ausgestrahlt im WDR Fernsehen

### Preisträger 2016
- Kategorie Printmedien: Nils Husmann vom Magazin Chrismon für Artikel „Nummer 144 kalbt nie mehr“
- Kategorie Elektronische Medien: das dreiköpfige Autorenteam Monika Anthes, Edgar Verheyen und Christoph Würzburger des Südwest Rundfunks für ihren Film „Melken bis zum Ruin“
- Nachwuchspreis für Journalisten unter 35 Jahre: Donya Farahani vom Westdeutschen Rundfunk für ihre TV-Reportage „Mission Bauernhof“
- Sonderpreis der Jury für die Multimedia-Reportage „Die Milch macht´s nicht mehr“ von den Studentinnen Marie Hertfelder und Anna Schaden der Universität Tübingen

### Preisträger 2017
- Kategorie Printmedien: Anna Sophie Inden, Ostfriesland-Magazin für zwei Beiträge mit dem bezeichnenden Titel „Die Milchmisere“
- Kategorie Hörfunk: Jantje Hannover für den Beitrag „Mit roten Zahlen zur Grünen Woche“, der im Januar 2017 im Deutschlandfunk gesendet wurde
- Kategorie TV-Reportage: „Mein täglich Brot!“ von Annette Schreier (Screen Land Filmproduktion) Der Beitrag wurde in der ZDF-Reihe „37°“ gezeigt.
- Nachwuchspreis: Angela Gruber von Spiegel Online für „Roboter in der Milchwirtschaft – Wenn der Stallbursche leise piept“
- Sonderpreis für den Dokumentarfilm „Das System Milch“ von Regisseur Andreas Pichler

### Preisträger 2018
- Kategorie Printmedien: Martina Hahn, freie Journalistin für ihre sechs Artikel „Unsere Milch“, die in der Sächsischen Zeitung und der Freien Presse erschienen
- Kategorie Interview: Edith Schowalter vom Bayerischen Rundfunk für ihr Radio-Interview mit dem Milchbauern Johannes Pfaller im Sendeformat „Habe die Ehre“
- Kategorie TV-Produktion: »Typisch: Wenn ich groß bin, werde ich Bäuerin« von Matthias Vogler für den NDR
- Kategorie Digital-Angebot: Nico Heiliger, Ulrich Lang und Johannes Schmid-Johannsen für die Online-Seiten des Südwestrundfunks „Unsere Milch“
- Kategorie Fachmedien: Patrick Liste, topagrar, »Bleibt Milch aus Anbindeställen bald stehen?«
- Kategorie Nachwuchs: »Leben auf dem Bauernhof« von Johannes Döbbelt, für WDR KiRaKa

### Preisträger 2019
- Kategorie TV-Produktion: Maike Albrecht und Anna-Lena Borchert für den Beitrag „Was macht die Milch?“, gesendet von Radio Bremen in „buten un binnen“
- Kategorie Print: Stephanie Sartor, Augsburger Allgemeine „Aus dem Leben einer Kuh“
- Kategorie Nachwuchs: Lea Zuborg & Lisa Kuner, IFP München für „Vier Roboter für ein Rind“
- Kategorie Digitales: Sebastian Ernst, Christin Jahns, Gunnar Müller, Laura Treffenfeld & Jördis Merle Früchtenicht, Kieler Nachrichten Online für „Umbruch auf dem Acker“

### Preisträger 2020
- Kategorie Radio: Ulrike Werner, NDR, für den Beitrag »Nachbarn – konventionell und bio. Der Alltag von Milchbauern aus Leidenschaft«
- Kategorie Printmedien: Stefanie Dullweber, Mindener Zeitung, für den Beitrag »Stallgeruch«
- Kategorie Nachwuchs: Kirsten Gierse-Westermeier, topagrar, für den Beitrag »Muttergebundene Kälberaufzucht als Zukunftsmodell?«

### Preisträger 2022
- Kategorie Printmedien: Alexandra Schöne, Oberbayerisches Volksblatt, für die Beiträge Landwirtschaftsserie
- Kategorie Radio: Janina Böhm und Anne Buchholz, BR, für den Beitrag Bauern wollen mehr Geld für ihre Milch
- Kategorie Nachwuchs: Madeleine Londene, Die Zeit, für den Beitrag Landleiden
- Kategorie TV: Max Schmidt, André Goerschel und Herbert Stiglmaier, BR, für den Beitrag Schmidt Max und die Heimat der Milch